# آبشار دریفت
آبشار دریفت (به انگلیسی: Drift Falls) آبشاری است که در جنگل ملی پیزگاه، کارولینای شمالی، ایالات متحده آمریکا واقع شده و ارتفاع کلی ریزشگاه آن ۸۰ فوت (۲۴ متر) است.